# Katikuwai
Katikuwai is een bestuurslaag in het regentschap Oost-Soemba van de provincie Oost-Nusa Tenggara, Indonesië. Katikuwai telt 1253 inwoners (volkstelling 2010).